# Região Metropolitana de Nuremberga

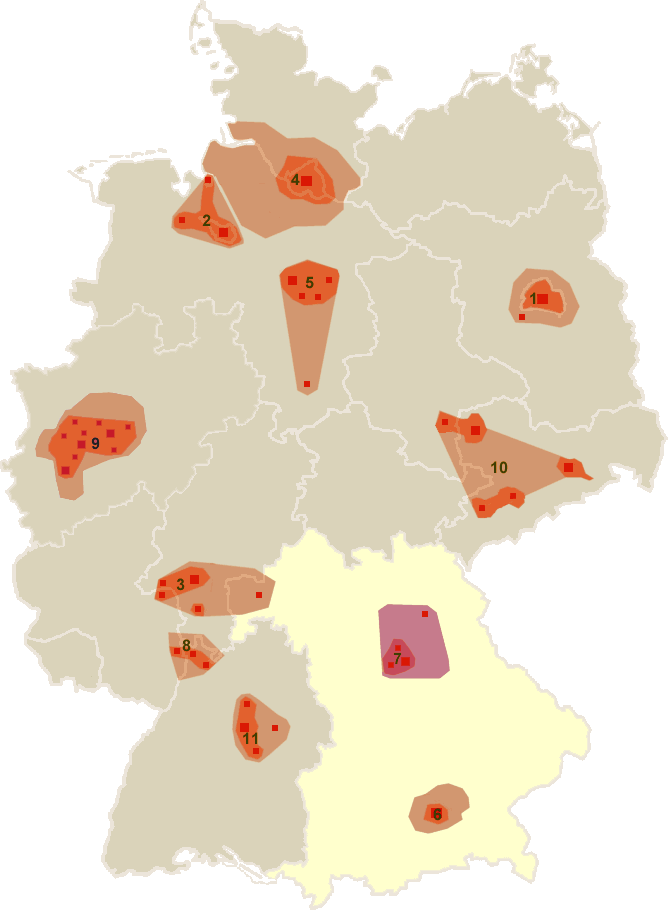
A Região Metropolitana de Nuremberga (nr. 7) no estado de Baviera.

A Região Metropolitana de Nuremberga (em alemão: Metropolregion Nürnberg) é uma das onze regiões metropolitanas da Alemanha, estabelecida formalmente pela Conferência Ministerial de Ordenamento do Território (Ministerkonferenz für Raumordnung, MKRO) em 28 de abril de 2005. O ofício da administração localiza-se em Nuremberga.
Desde 2003 a região pertence ao sistema METREX - um conceito europeu de planejamento urbano e territorial criado em 1996, na Conferencia de Regiões Metropolitanas, em Glasgow (Escócia). Neste contexto a região também é conhecida por Europäische Metropolregion Nürnberg (EMN, em português, literalmente: Região metropolitana europeia de Nuremberga).

## Economia
A Região Metropolitana de Nuremberga é composta por 3,5 milhões de habitantes e uma área de 19.000 km². Com um produto interno bruto de 103 bilhõespb de euros, cerca de 150 mil empresas e 1,8 milhões de empregados é uma das maiores forças econômicas da Alemanha. No centro da região Nuremberga vivem 2,5 milhões de habitantes com cerca de 1,2 milhões de empregados.

## Composição
A Região Metropolitana de Nuremberga consiste das cidades independentes Ansbach, Amberg, Bamberg, Bayreuth, Coburg, Erlangen, Fürth, Hof, Nuremberga, Schwabach, Weiden, Wurtzburgo e os distritos de Amberg-Sulzbach, Ansbach, Bamberg, Bayreuth, Coburg, Erlangen-Höchstadt, Forchheim, Fürth, Haßberge, Kitzingen, Kronach, Kulmbach, Lichtenfels, Neumarkt in der Oberpfalz, Neustadt (Aisch)-Bad Windsheim, Neustadt, Nürnberger Land, Roth, Tirschenreuth, Weißenburg-Gunzenhausen, Wunsiedel im Fichtelgebirge.
No contexto geográfico a região abrange assim a região administrativa (Regierungsbezirk) de Média Francónia, quase toda a área da Alta Francónia, algumas subdivisões da Baixa Francónia e cerca a metade da região do Alto Palatinado.

## Organização
Para as onze regiões metropolitanas da Alemanha não existem directrizes de organização. A Região Metropolitana de Nuremberga optou por uma organização descentralizada, composta de seis fóruns profissionais, um comitê de coordenação e um conselho, nas quais cerca de 300 representantes da economia, política, administração, ciência, cultura e esporte trabalhem em projetos diversos. O conselho, órgão decisor, é composto por 54 prefeitos maiores (Oberbürgermeister) e comuns das maiores cidades (independentes e municipais) e membros cooperativos do governo do estado de Baviera, entre outros.